# Rödbent rovfluga
Rödbent rovfluga (Choerades rufipes) är en tvåvingeart som först beskrevs av Carl Fredrik Fallén 1814.  Rödbent rovfluga ingår i släktet Choerades, och familjen rovflugor. Enligt den svenska rödlistan är arten nationellt utdöd i Sverige. . Arten har tidigare förekommit i Götaland men är numera lokalt utdöd. Artens livsmiljö är skogslandskap.